# Sturmschäden (Album)
Sturmschäden ist das dritte und letzte Musikalbum der gleichnamigen Band Sturmschäden. Es wurde 1995 veröffentlicht und ist das einzige Album der Gruppe, das bei einem Major-Label erschienen ist.

## Einordnung
Das Album unterscheidet sich grundlegend von den beiden Vorgängern. Der Sound ist rockiger und moderner, die Texte lyrischer und versponnener. Der Song Zum Kämpfen war bereits in einer anderen Version auf dem Vorgängeralbum Vergessenes Land erschienen. Mit einer Demoversion des Songs Kunterbunt war die Band 1994 auf dem Regionalsampler Mein Freund ist Sauerländer vertreten. Die CD wurde nicht erneut aufgelegt und ist heute nicht mehr erhältlich.

### Trivia
Auf dem Randstreifen der CD ist aufgrund eines Layoutfehlers same als Albumtitel vermerkt. Auf dem Titel Kunterbunt (pastell) ist am Anfang die Telefonstimme von Nena zu hören. Es handelt sich um einen Interviewausschnitt, in dem Nena gefragt wurde, ob sie mit der Band auf Tournee gehen wolle.

## Titelliste
1. Gedankenfänger – 3:37
2. Anfang vom Ende – 2:55
3. Regenbogen – 4:14
4. So viel Neues – 4:50
5. Unten – 3:47
6. Kunterbunt (farbecht) – 3:04
7. Die Taschen voll – 3:58
8. Trennen ohne Tränen – 1:46
9. Waldbär – 5:17
10. Jetzt schon – 2:33
11. Silberstreif – 2:18
12. Zum Kämpfen – 2:13
13. Der Zug, das Bild und … – 2:38
14. Kunterbund (pastell) – 3:31

Text/Musik: Michael Klaucke, Thorsten Spiekermann.
Silberstreif ist eine deutsche Version des Neil-Young-Songs After the Gold Rush; Anfang vom Ende stammt im Original von Nena.